# Кефалас, Джон
Джон Майкл Кефала́с (англ. John Michael Kefalas; род. 26 декабря 1954, Пирей, Аттика, Греция) — американский политик-демократ, активист, педагог и лоббист греческого происхождения, член Сената Колорадо и Палаты представителей Колорадо. В законодательном органе занимается, главным образом, вопросами здравоохранения и бедности. Адъюнкт (2012) и преподаватель (с 2014 года) Школы социальной работы Университета штата Колорадо.
В апреле 2011 года благодаря ключевым усилиям Кефаласа Сенат и Палата представителей Колорадо единогласно приняли инициированную им и другими законодателями резолюцию в поддержку религиозной свободы для Вселенского патриархата Константинополя. В резолюции, являющейся частью инициированного в 2006 году Орденом святого апостола Андрея проекта «Religious Freedom Resolutions», содержится призыв к правительству Турции уважать религиозные свободы и права греческого православного меньшинства в преимущественно мусульманской стране после десятилетий юридических споров, конфискации имущества и закрытия в 1971 году единственной православной духовной семинарии в Турции — Халкинской богословской школы.
В апреле 2017 года наряду с другими сенаторами поддержал совместную резолюцию 17-042 о признании геноцида армян 1915—1923 годов и объявлении 26 апреля Днём памяти жертв геноцида армян в штате Колорадо.

## Биография
В 1978 году окончил Университет штата Колорадо со степенью бакалавра естественных наук в области ботаники.
В 1979 году стал сотрудником Корпуса мира и работал специалистом по распространению сельскохозяйственных знаний в Сальвадоре (Центральная Америка).
В 1982 году, после возвращения в США, получил степень магистра в области преподавания (MAT) в Университете имени Фэрли Дикинсона, после чего начал работать учителем в школьном округе Пудре, а также стал консультантом по вопросам занятости в округе Лаример и работником медицинского просвещения.

### Общественная и добровольческая деятельность
В 1980—1994 годах Кефалас перенаправил часть своего федерального подоходного налога в благотворительные организации в знак протеста против военных действий США в Центральной Америке. Он полностью выплатил свой подоходный налог с 1994 года, однако продолжал бойкотировать федеральный телефонный акцизный налог ещё в 2004 году. В результате возникших проблем Кефалас погасил всю задолженность по налогам, при этом свои действия считал добросовестным протестом.
В 1997—2004 годах в качестве политического агитатора и координатора развития сообщества работал в благотворительной некоммерческой организации «Catholic Charities», которую покинул на волне разногласий относительно его публичной поддержки дела «Роу против Уэйда» и права на аборт во время кампании по выборам в Палату представителей Колорадо 2004 года.
До начала службы в Палате представителей был руководителем «Проекта справедливого налогообложения» гражданской организации «Colorado Progressive Coalition», членом жилищного управления Форт-Коллинса и комитета по социальному законодательству Колорадо, в 2001 году став обладателем награды «За развитие человеческих отношений» от города Форт-Коллинс.
В 2004 и 2006 годах, во время избирательных кампаний в Палату представителей Колорадо, Кефалас обвинялся в уклонении от федерального налогового обязательства, как со стороны конкурентов от Республиканской партии, так и независимых политических комитетов. В этот период он также открыто выступал против Иракской войны, участвуя в ненасильственном гражданском неповиновении в знак протеста против этого военного конфликта.

### Политическая деятельность
В 2007—2012 годах — член Палаты представителей Колорадо.
В 2013—2019 годах — член Сената Колорадо.

## Личная жизнь
В браке с супругой Элизабет (Бет) имеет двоих сыновей. Старший Харлан — сержант первого класса, прошёл Армию США и служил в Ираке, Афганистане и на Балканах (Косово), а в дальнейшем получил назначение в Белом доме. Младший Тимоти — тренер команды по алтимат-фрисби Университета штата Колорадо, выпускником которого является.
Владеет греческим языком.